# Ottonia jaborandi
Ottonia jaborandi là một loài thực vật có hoa trong họ Hồ tiêu. Loài này được (Gaudich. ex H.Guill.) Kunth miêu tả khoa học đầu tiên năm 1839.